# Nový pivovar Křimice
Nový pivovar Křimice se nachází na návsi naproti zámku v historické obci Křimice.

## Historie
Nový pivovar byl založen roku 1902 a nahradil starý pivovar. Tehdy se zde začalo vařit moderním způsobem. Počátkem 20. let 20. století dosahoval výstav až 15 000 hl. Pivovar přestal vařit už roku 1942, ale zrušen byl až v roce 1948. V současné slouží ke zpracování křimického zelí.
Na fasádě jsou stále vidět nápisy Parostrojní pivovar (v češtině) a pod ním Dampfbrauerei (v němčině).

## Značky
- Königsquell